# 李景煜
李景煜（1926年2月7日—），字叔光，云南省临沧县人，九三学社社员，中华人民共和国历史学家。

## 生平
1944年，在缅云师范读书，后到昆明私立建国中学读完高中。1950年，受首任缅宁县县长普之宝聘用，在县税务局任主办会计。历调下关、大理税务局主持会计工作。1954年，考入云南大学历史系深造。1957年，被划分为“右派”，1980年改正平反后，在云南省社会科学院历史所从事民族地方史调查研究工作。1985年，调云南省地方志办公室。1987年，评为副研究员，主持省志总编室业务。1992年，受云南省人民政府聘任为《云南省志》副总纂，并担任省志《人物志》主编、《社会科学志》副主编、省地方志学会第二届副理事长兼代秘书长。